# Cirilización del esperanto
Durante la era soviética, los esperantistas del este escribían frecuentemente el esperanto en caracteres cirílicos ya que las máquinas de escribir provistas de caracteres latinos eran poco comunes. En nuestros días, la utilización del alfabeto cirílico para escribir esperanto ya no es tan necesaria. Puede ser usado, sin embargo, para transcribir los textos de los manuales de esperanto destinados a los pueblos donde la lengua se escribe por medio del alfabeto cirílico (lo cual representa a una mitad de las lenguas eslavas; la otra mitad usa el alfabeto latino, a excepción del serbocroata que usa ambos alfabetos).
El sistema descrito aquí tiene orígenes bielorruso, ruso y serbio.

## Transliteración
| Letra latina | Letra cirílica | Pronunciación AFI |
| ------------ | -------------- | ----------------- |
| A a          | А а            | /a/               |
| B b          | Б б            | /b/               |
| C c          | Ц ц            | /ʦ/               |
| Ĉ ĉ          | Ч ч            | /ʧ/               |
| D d          | Д д            | /d/               |
| E e          | Е е            | /e/               |
| F f          | Ф ф            | /f/               |
| G g          | Г г            | /g/               |
| Ĝ ĝ          | Џ џ            | /ʤ/               |
| H h          | Ћ ћ            | /h/               |
| Ĥ ĥ          | Х х            | /x/               |
| I i          | И и            | /i/               |
| J j          | Й й            | /j/               |
| Ĵ ĵ          | Ж ж            | /ʒ/               |
| K k          | К к            | /k/               |
| L l          | Л л            | /l/               |
| M m          | М м            | /m/               |
| N n          | Н н            | /n/               |
| O o          | О о            | /o/               |
| P p          | П п            | /p/               |
| R r          | Р р            | /r/               |
| S s          | С с            | /s/               |
| Ŝ ŝ          | Ш ш            | /ʃ/               |
| T t          | Т т            | /t/               |
| U u          | У у            | /u/               |
| Ŭ ŭ          | Ў ў            | /w/               |
| V v          | В в            | /v/               |
| Z z          | З з            | /z/               |

## Ejemplos de textos

### En alfabeto latino
Artikolo 1-a de la Universala Deklaracio de Homaj Rajtoj:
Ĉiuj homoj estas denaske liberaj kaj egalaj laŭ digno kaj rajtoj. Ili posedas racion kaj konsciencon, kaj devus konduti unu al alia en spirito de frateco.

### En alfabeto cirílico
Артиколо 1-а де ла Универсала Декларацио де Ћомай Райтой:
Чиуй ћомой естас денаске либерай кай егалай лаў дигно кай райтой. Или поседас рацион кай консциенцон, кай девус кондути уну ал алиа ен спирито де фратецо.

### Traducción
Artículo 1.º de la Declaración Universal de los Derechos Humanos:
Todos los seres humanos nacen libres e iguales en dignidad y derechos. Están dotados de razón y de conciencia, y deben tratarse los unos a los otros con espíritu de fraternidad.